# Хат андалуси

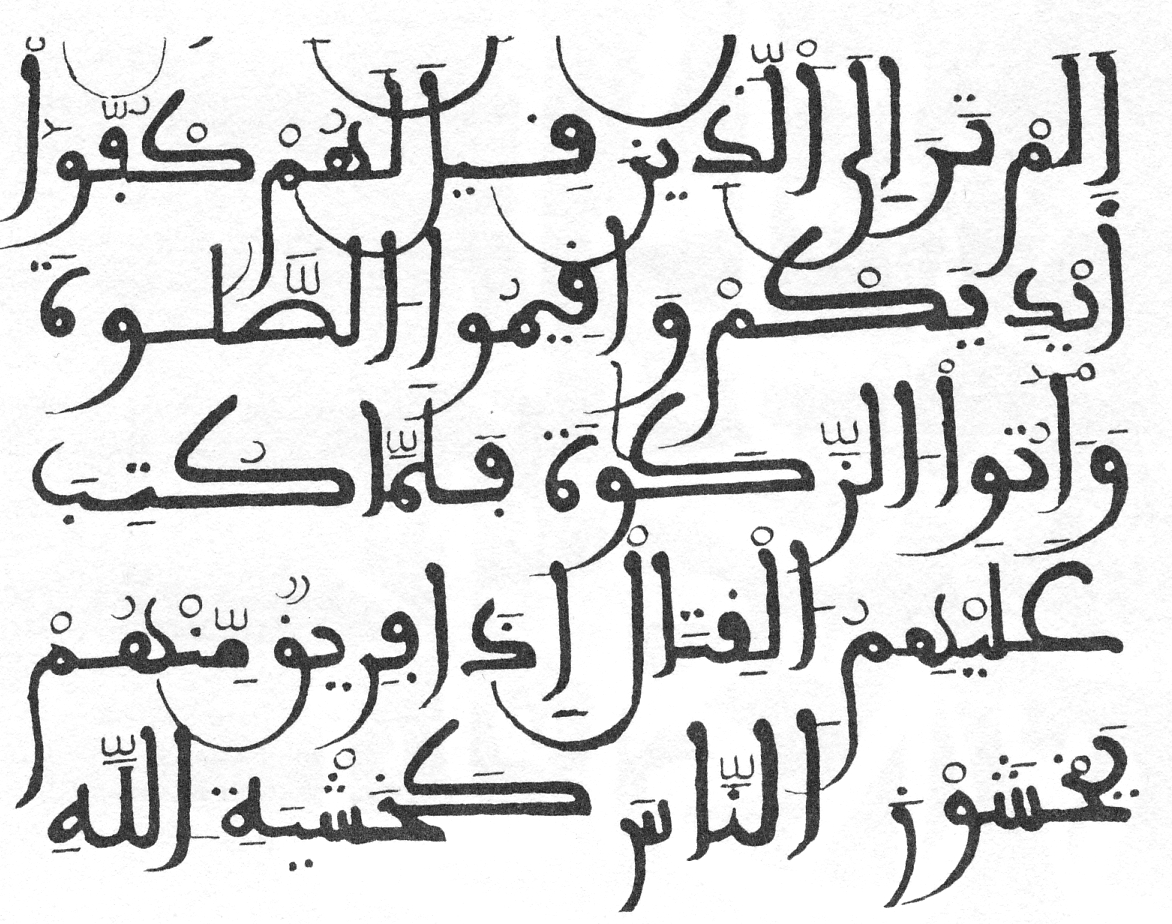

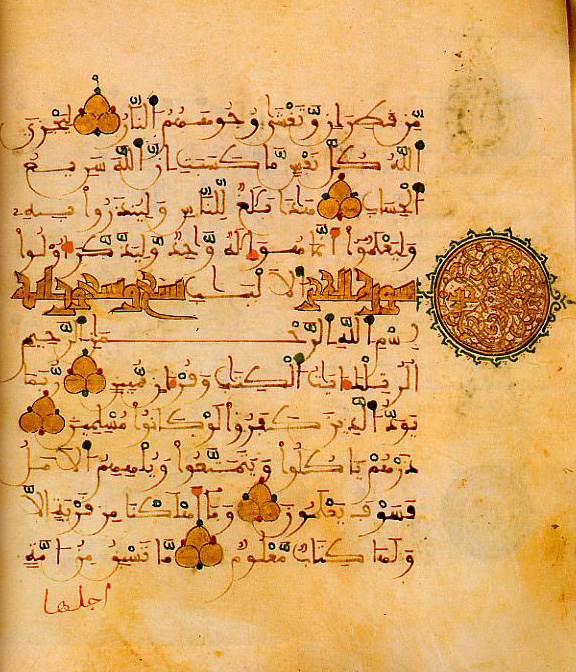

Почерк андалуси (араб. خط أندلسي‎ ) — каллиграфический стиль арабского письма, сформировавшийся в Мусульманской Испании. Для почерка характерна относительная плавность и свойственное другим магрибским стилям обозначение буквы «Фа» (араб. ف‎) точкой снизу, а буквы «Каф» (араб. ق‎) одной точкой сверху.